# تی پیتر برودی
 تی پیتر برودی (انگلیسی: T. Peter Brody؛ زاده ۱۸ آوریل ۱۹۲۰ درگذشته ۱۸ سپتامبر ۲۰۱۱) یک فیزیک‌دان اهل بریتانیا بود.